# Semens
Semens település Franciaországban, Gironde megyében. Lakosainak száma 216 fő (2022. január 1.). Semens Monprimblanc, Gabarnac, Saint-André-du-Bois, Sainte-Croix-du-Mont, Saint-Germain-de-Grave, Saint-Maixant és Verdelais községekkel határos.

## Népesség
A település népessége az elmúlt években az alábbi módon változott:
| Lakosok száma | 172  | 130  | 148  | 189  | 190  | 189  | 206  | 218  | 220  | 216  |
|               | 1968 | 1982 | 1990 | 2006 | 2013 | 2015 | 2017 | 2019 | 2020 | 2022 |